# 梁波罗
梁波罗（1939年—），原籍中国广东中山，生于陕西西安，著名电影演员。

## 生平
梁幼年即随家迁居上海，就读于华师大一附中，毕业后考入上海戏剧学院，1959年毕业，进入上海海燕电影制片厂担任演员。1961年，梁凭借在《51号兵站》一片中扮演主要角色“小老大”梁洪而走红。文革中，梁被打倒，在五七干校劳动。1980年，梁一度复出，并涉足歌唱，出版了个人专辑。1990年代后逐渐淡出演艺界。
2016年出版自傳《艺海波澜》。

## 獎項
- 2017年：第十六屆中國電影金鳳凰獎特别荣誉奖[4]。

## 外部連結
- 梁波罗在豆瓣上的资料（简体中文）
- 梁波罗在互联网电影资料库（IMDb）上的資料（英文）